# Fußball-Weltmeisterschaft 1970/Israel
Dieser Artikel behandelt die israelische Fußballnationalmannschaft bei der Fußball-Weltmeisterschaft 1970.

## Qualifikation

### Erste Runde
Freilos für Israel.

### Zweite Runde
| Israel     | - | Neuseeland | 4:0 | Spiegler 48', Spiegel 65', Feigenbaum 72' 86' |
| Neuseeland | - | Israel     | 0:2 | Spiegler 24', Spiegel 33'                     |

### Finalrunde
| Israel     | - | Australien | 1:0 | Zeman 16' (Eigentor)       |
| Australien | - | Israel     | 1:1 | Watkiss 88' / Spiegler 79' |

## Israelisches Aufgebot
| Nummer / Name | Nummer / Name        | Damaliger Verein    | Geburtstag | Länderspiele |
| Torhüter      | Torhüter             | Torhüter            | Torhüter   | Torhüter     |
| ------------- | -------------------- | ------------------- | ---------- | ------------ |
| 1             | Yitzchak Vissoker    | Hapoel Petach Tikwa | 18.09.1944 | 17           |
| 21            | Yechiel Hameiri      | Hapoel Haifa        | 29.08.1949 | 1            |
| 22            | Yair Nossovsky       | Hapoel Kfar Saba    | 29.06.1937 | 3            |
| Abwehr        |                      |                     |            |              |
| 2             | Shraga Bar           | Maccabi Netanja     | 24.03.1948 | 13           |
| 3             | Menachem Bello       | Maccabi Tel Aviv    | 26.12.1947 | 25           |
| 4             | David Primo          | Hapoel Tel Aviv     | 05.05.1946 | 18           |
| 5             | Zvi Rosen            | Maccabi Tel Aviv    | 23.06.1947 | 16           |
| 6             | Schmuel Rosenthal    | Hapoel Petach Tikwa | 27.04.1947 | 23           |
| 16            | Yochanan Vollach     | Hapoel Haifa        | 14.05.1945 | 4            |
| 20            | David Karako         | Maccabi Tel Aviv    | 09.01.1945 | 6            |
| Mittelfeld    |                      |                     |            |              |
| 7             | Itzhak Shum          | Hapoel Kfar Saba    | 01.09.1948 | 8            |
| 11            | George Borba         | Hapoel Tel Aviv     | 12.07.1944 | 10           |
| 12            | Yisha'ayahu Schvager | Maccabi Haifa       | 10.02.1946 | 6            |
| 14            | Dani Shmulevich-Rom  | Maccabi Haifa       | 29.11.1940 | 24           |
| 18            | Moshe Romano         | Shimshon Tel Aviv   | 06.05.1946 | 6            |
| 19            | Roni Shuruk          | Hakoah Ramat Gan    | 24.02.1946 | 8            |
| Angriff       |                      |                     |            |              |
| 8             | Giora Spiegel        | Maccabi Tel Aviv    | 27.07.1947 | 19           |
| 9             | Yehoshua Feigenbaum  | Hapoel Tel Aviv     | 05.12.1947 | 15           |
| 10            | Mordechai Spiegler   | Maccabi Netanja     | 19.08.1944 | 36           |
| 13            | Yehezkel Hazum       | Hapoel Tel Aviv     | 1947       | 4            |
| 15            | Rachamim Talbi       | Maccabi Tel Aviv    | 17.05.1943 | 25           |
| 17            | Eli Ben Rimoz        | Hapoel Jerusalem    | 20.11.1944 | 2            |
| Trainer       |                      |                     |            |              |
|               | Emanuel Schaffer     |                     | 01.02.1924 |              |

## Spiele der israelischen Mannschaft

### Erste Runde
- Uruguay –  Israel 2:0 (1:0)

Stadion: Estadio Cuauhtémoc (Puebla)
Zuschauer: 20.000
Schiedsrichter: Davidson (Schottland)
Tore: 1:0 Maneiro (23.), 2:0 Mujica (50.)
- Israel –  Schweden 1:1 (0:0)

Stadion: Estadio Luis Dosal (Toluca)
Zuschauer: 10.000
Schiedsrichter: Tarekegn (Äthiopien)
Tore: 0:1 Turesson (53.), 1:1 Spiegler (56.)
- Italien –  Israel 0:0

Stadion: Estadio Luis Dosal (Toluca)
Zuschauer: 10.000
Schiedsrichter: de Morães (Brasilien)
Die Italiener sparten ihre Kräfte in der Gruppe 2 wohl für die weiteren Spiele auf, denn zwei torlose Remis gegen Uruguay und Israel sowie ein magerer 1:0-Erfolg über Schweden reichten zum Gruppensieg. Uruguay belegte aufgrund der um ein Tor besseren Tordifferenz gegenüber Schweden Platz zwei. Ganze sechs Tore fielen in dieser durch ökonomischen Defensivfußball geprägten Gruppe.